# Ruellia australasica
Ruellia australasica är en akantusväxtart. Ruellia australasica ingår i släktet Ruellia och familjen akantusväxter.

## Underarter
Arten delas in i följande underarter:
- R. a. australasica
- R. a. corynothecus
- R. a. dalyensis
- R. a. glabratus